# Hohenmocker
Hohenmocker ist eine Gemeinde im Nordosten des Landkreises Mecklenburgische Seenplatte. Historisch gesehen gehört sie aber zu Pommern. Die Gemeinde liegt südlich von Demmin. Sie gehört dem Amt Demmin-Land an, das seinen Verwaltungssitz in der Stadt Demmin hat.

Hohenmocker zwischen 1880 und 1920

## Geografie

### Geografische Lage
Hohenmocker liegt 12,5 km südöstlich von Demmin und 15 km nordwestlich von Altentreptow. Durch die Gemeinde fließt der Strehlower Bach, welcher später bei der Leistenower Mühle in den Augraben mündet. Die Gemeinde liegt auf einer zerschnittenen Hochfläche von 40 bis 50 m über HNH.

### Gemeindegliederung
Ortsteile:
| - Hohenbrünzow - Hohenmocker - Peeselin | - Sternfeld - Strehlow - Tentzerow |

### Nachbargemeinden
Im Norden grenzt das Gemeindegebiet an Utzedel, im Osten an Alt Tellin, im Südosten an Golchen, im Süden an Gnevkow, im Westen an Sarow sowie im Nordwesten an Beggerow.

## Geschichte

### Hohenmocker
Westlich des Ortes befand sich eine große altslawische (600 bis 800) Siedlung, die auf eine frühe Besiedlung der Gegend hinweist.
Hohenmocker wurde erstmals 1239 urkundlich erwähnt. In der Urkunde vom 29. April 1239 verliehen Herzog Wartislaw III. von Pommern und die Witwe seines ehemaligen Kämmerers Dobislaw dem Kloster Klatzow vor Altentreptow die Kirche von Hohenmocker (genannt Mokere) nebst Zubehör sowie den Zehnten aus dem Dorf.
Die schwedischen Matrikelkarten von 1696 zeigen den Ort mit der Kirche und der kompakten Bauernsiedlung um den Anger mit Dorfteich.
Das Dorf wurde als ritterschaftliches Bauerndorf geführt. Es bestand im 18. Jahrhundert aus drei Teilen:
- Teil a) hatte ein Pfarr-, Küster- und Schulhaus, 5 Bauern, einen Krug und eine Schmiede, insgesamt 29 Feuerstellen. Dieser Dorfteil gehörte von 1728 bis 1776 als Lehn der Familie von Normann. Dann erwarb es 1776 als Allodialgut Heinrich Peter von Podewils.
- Teil b) hatte 3 Bauern und gehörte Hans Bogislaw von Schwerin.
- Teil c) hatte nur einen Bauern und gehörte Heinrich Peter von Podewils auf Sanzkow.

Im Jahre 1779 vereinigte Podewils alle drei Teile und war damit Gesamtbesitzer des Dorfes. Im Jahre 1799 verkaufte Podewils das Dorf an Christian Gottlieb Krause (1817 geadelt).
Ende des 18. Jahrhunderts war Hohenmocker ein Bauerndorf mit einer Mutterkirche, dazu zählten Filialkirchen in Hohenbüssow und Gnevkow. Die Dörfer Peeselin, Hohenbrünzow und Strehlow sowie die Vorwerke Tentzerow und Buchholz waren nach Hohenmocker eingepfarrt.

Im preußischen Urmesstischblatt von 1835 ist die Bebauung nicht mehr so kompakt und zusammenhängend, wie in der Matrikelkarte von 1696. Nordöstlich kam eine Bockwindmühle hinzu.
Im Jahre 1862 waren registriert: acht Bauernhöfe, 18 Tagelöhnerfamilien, ein Pfarr-, Schul- und Ortsvorstandshaus, insgesamt 19 Feuerstellen mit 247 Einwohnern. Im Jahre 1871 hatte Hohenmocker 19 Wohnhäuser mit 34 Haushaltungen und 187 Einwohner, 1867 waren es noch 213. Alle waren Mitglied der evangelischen Konfession. Im Messtischblatt (MTB) von 1880 sind zehn Bauerngehöfte zu erkennen und dazwischen verteilt die Landarbeiterkaten. Die Windmühle war als Holländer umgebaut. Im MTB von 1920 sind keine Änderungen enthalten.
Zu DDR-Zeiten blieb die Struktur des Dorfes erhalten. Einige alte Gebäude verschwanden, dafür gab es Neubauten. Die meisten Bauern waren in einer LPG. Seit 1997 besteht das evangelische Pfarramt Hohenmocker für die Kirchengemeinde Hohenmocker.

### Peeselin
Peeselin wurde 1237 erstmals urkundlich als "Perselyn" erwähnt. Es war ein Domänenvorwerk mit dem Gut und kleinen Bauernwirtschaften.

### Hohenbrünzow
Das Rittergut befand sich seit jeher im Besitz der Familie von Schwerin. Herr auf den Gütern Hohenbrünzow und Strehlow (Pertinenz) war ab 1768 der Hauptmann Hans Bogislaw von Schwerin, ab 1798 der Lieutenant Carl August Bogislaw von Schwerin, ab 1830 Hennig von Schwerin und ab 1858 der Landschaftsrat Wilhelm von Schwerin. Das Gut hatte ca. 650 ha.
Das zweigeschossige, spätklassizistische Gutshaus stammt von 1865. Gleichzeitig wurde der zugehörige Park gestaltet.

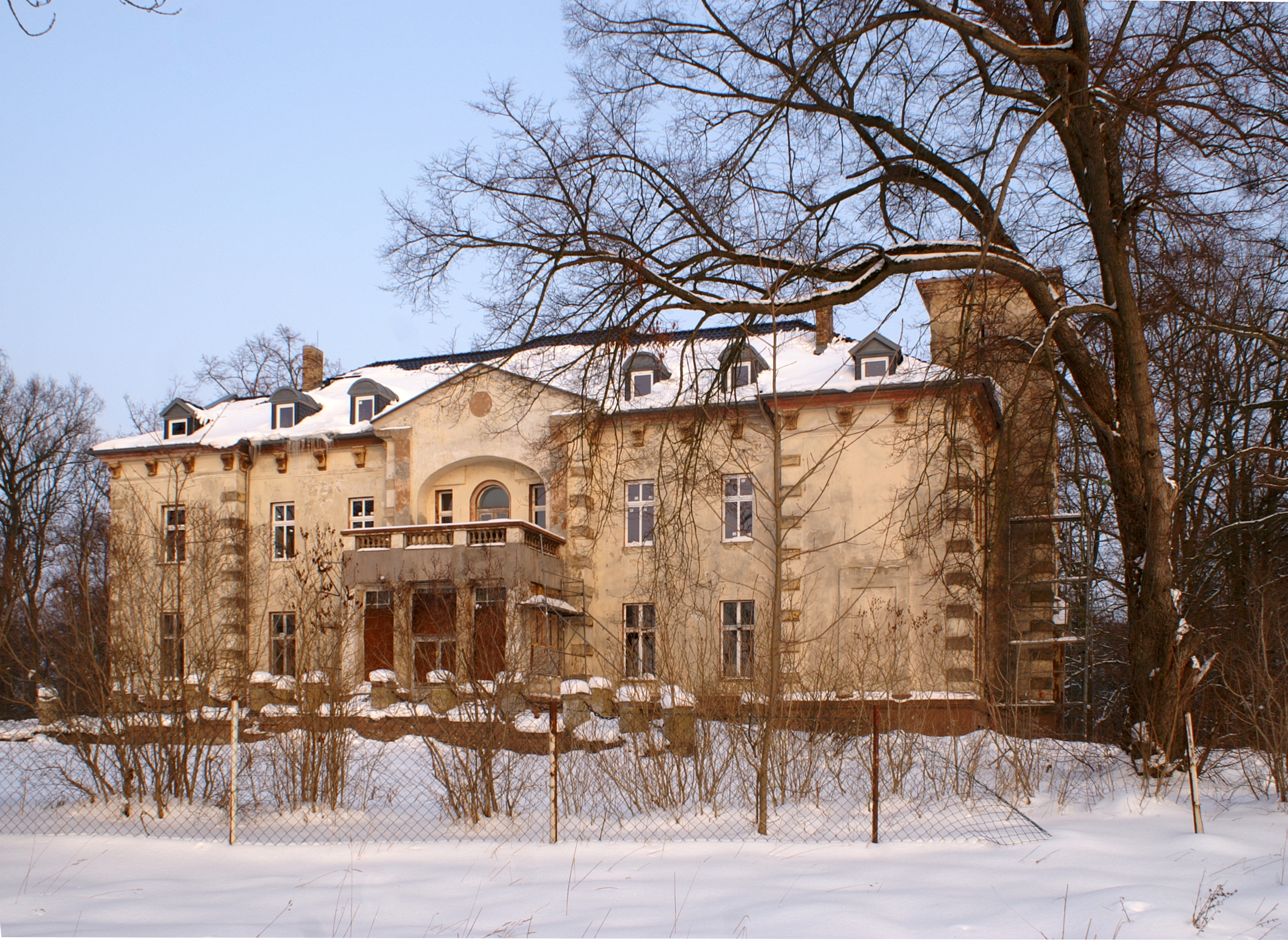
Gutshaus Hohenbrünzow

### Sternfeld
Sternfeld wurde 1817 von Gottlieb Ferdinand von Krause als Vorwerk zu Tentzerow angelegt. Der Gutsherr ließ das Vorwerk auf dem Teil der Feldmark anlegen, den die Bauern von Hohenmocker bei der Separation des bäuerlichen und gutsherrschaftlichen Landbesitzes auf der Grundlage der Stein-Hardenbergschen Reformen an den Gutsherren abtreten mussten, um von ihren Lasten und Dienstpflichten gegenüber ihm befreit zu werden. Das Gut ging später an die Familie von Seckendorf.

### Strehlow
Der Ort war eine Pertinenz (Nebengut) zum Gut Hohenbrünzow mit ca. 400 ha. Der Ort bestand aus Gut und den Bauernhöfen im Dorfteil. Ab 1800 gingen alle Besitzanteile an die Familie von Schwerin.

### Tentzerow
Tenzerow war ein Lehen der Familie von Voß. Am 26. März 1720 schenkte König Friedrich Wilhelm I. das Gut dem Generalleutnant von Borke.
Das zweigeschossige Gutshaus ist ein Umbau vom Beginn des 19. Jahrhunderts. Es war ab 1934 Hauptsitz der Siedlungsgesellschaft der Gesellschaft zur Förderung der inneren Kolonisation Berlin-Dahlem. Nach 1945 nutzte der Rat der Gemeinde das Gutshaus u. a. für Wohnungen. Tentzerow war der ursprüngliche Name der Gemeinde. Am 1. Januar 1951 wurde er in Hohenmocker geändert.

## Wappen, Flagge, Dienstsiegel
Die Gemeinde verfügt über kein amtlich genehmigtes Hoheitszeichen, weder Wappen noch Flagge. Als Dienstsiegel wird das kleine Landessiegel mit dem Wappenbild des Landesteils Vorpommern geführt. Es zeigt einen aufgerichteten Greifen mit aufgeworfenem Schweif und der Umschrift „GEMEINDE HOHENMOCKER * LANDKREIS MECKLENBURGISCHE SEENPLATTE“.

## Sehenswürdigkeiten

### Bauwerke
- Kirche Hohenmocker aus dem 13. Jahrhundert; mit finanzieller Unterstützung durch die Deutsche Stiftung Denkmalschutz saniert
- klassizistisches, zweigeschossiges, zwölfachsiges Gutshaus Tentzerow von nach 1800 mit Lenné-Park
- spätklassizistisches, zweigeschossiges, neunachsiges Gutshaus Hohenbrünzow von 1865 mit Park

### Grünflächen und Naherholung
- Lenné-Park in Tentzerow
- Park Hohenbrünzow

## Wirtschaft und Infrastruktur

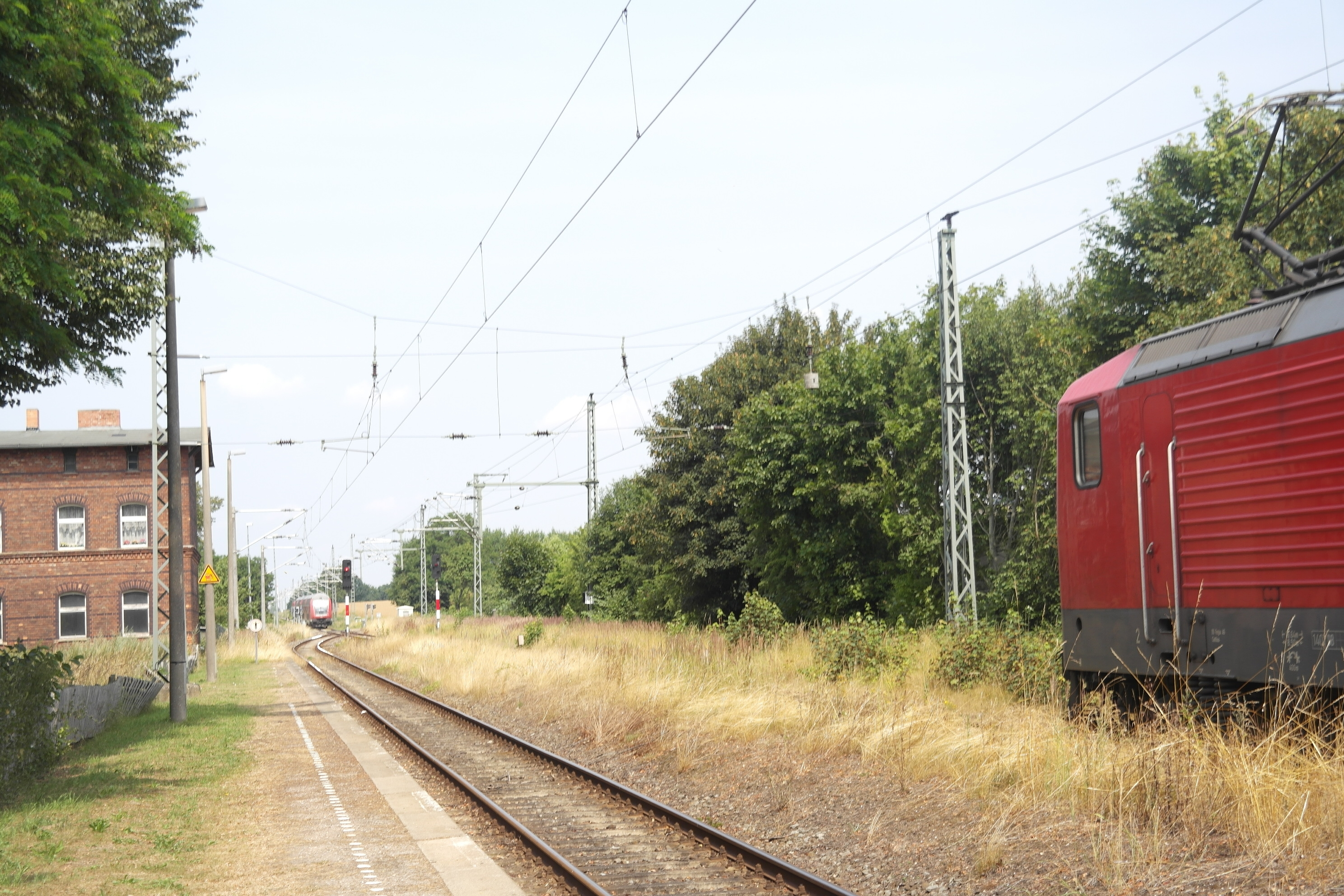
Bahnhof Sternfeld

### Unternehmen
- Die Gegend ist überwiegend landwirtschaftlich geprägt

### Verkehr
Die bei Demmin von der B 194 abzweigende Landesstraße L 271 verläuft durch die Orte Sternfeld und Hohenmocker, dort zweigen die Kreisstraßen über Hohenbrünzow nach Sarow und über Tentzerow nach Alt Tellin ab. Der Ort ist von der A 20 von der Anschlussstelle Anklam (bei Klempenow) über die Landesstraßen L 35 und L 271 zu erreichen.
Der Bahnhof Sternfeld befindet sich an der Strecke Neustrelitz-Stralsund (Berliner Nordbahn) zwischen den Ortschaften Strehlow und Sternfeld.